# Слонёнок (мультфильм, 1936)
«Слонёнок» — советский рисованный мультфильм 1936 года, одна из первых работ студии «Союзмультфильм». По мотивам одноимённой сказки Редьярда Киплинга из сборника «Just So Stories» («Сказки просто так»).
В мультфильме почти не произносится ни слова (за исключением финального эпизода), звучит в основном лишь музыка.

## Сюжет
О любопытном Слонёнке, которому вздумалось разузнать, что любит есть на обед Крокодил.
Первая экранизация одноимённой сказки, вторая вышла в 1967 году.

## Отличия от сказки
В мультфильме у Слонёнка есть друзья — Львёнок и Жираф, тогда как в сказке он никаких друзей не имеет (а Жираф является его дядей). Также здесь присутствует Дикобраз, который уколол Слонёнка иголками за любопытство. При этом нет Павиана — ещё одного дяди слонёнка, и Питона (благодаря которому главный герой узнал, какую пользу приносит хобот), а птичка Колоколо, посоветовавшая Слонёнку нанести визит Крокодилу, в фильме заменена на Марабу.